# Cylindroleberis vicina
Cylindroleberis vicina is een mosselkreeftjessoort uit de familie van de Cylindroleberididae. De wetenschappelijke naam van de soort is voor het eerst geldig gepubliceerd in 1920 door Skogsberg.